# از اینجا تا ابدیت (رمان)
از اینجا تا ابدیت (انگلیسی: From Here to Eternity) اولین رمان نویسنده آمریکایی، جیمز جونز است که توسط انتشارات پسران چارلز اسکریبنر در ۱۹۵۱ منتشر شد. وقایع رمان در ۱۹۴۱ می‌گذرد و داستان، روی چند عضو پیاده‌نظام ارتش ایالات متحده آمریکا مستقر در هاوایی و پیش از حمله ژاپن به پرل هاربر متمرکز است. این داستان در اصل براساس تجربیات پیش از جنگ نویسنده در بخش ۲۷ پیاده‌نظام هاوایی و واحدی که در آن خدمت می‌کرد، نوشته شده است.
براساس این رمان، اقتباسی سینمایی به همین نام و به کارگردانی فرد زینمان ساخته شده که در ۱۹۵۳، برنده هشت جایزه اسکار شده است.
از این کتاب یک برگردان به فارسی با ترجمه غزل تاجبخش و مصطفی غریب وجود دارد که در سال ۱۳۳۵ توسط انتشارات کیهان به چاپ رسیده است.